# نقش صنعت گردشگری در توسعه اقتصادی
طبق گزارش یونسکو در سال ۲۰۰۷، ایران جز پنج کشور برتر از نظر میراث فرهنگی و جز ده کشور اول در زمینه پتانسیل جذب گردشگر بین‌المللی در جهان است. مسئله اصلی این می‌باشد که چرا با توجه به پتانسیل بالایی ایران در زمینه جذب گردشگر، در این امر، به موفقیتی دست نیافته‌است. بررسی پیشینه مطالعات دراین زمینه نشان می‌دهد که صنعت گردشگری در ایران دارای فرصت‌ها و محدودیت‌هایی میباشد. به همین منظور در این مقاله با استفاده از روش فراتحلیل به بررسی فرصت‌ها و محدودیت‌های صنعت گردشگری در ایران پرداخته شد. نتایج تحقیق نشان می‌دهد که قدمت و تمدن ایرانی، اکوتوریسم مناسب و منحصر به فرد، وجود فرقه‌ها و مذاهب مختلف و هزینه‌های کم گردشگری در ایران از مهمترین فرصت‌ها و پتانسیل‌های گردشگری در این کشور می‌باشد. همچنین، وجود محدودیت‌های سیاسی و برنامه‌ریزی، اتکای بیش از حد به درآمدهای نفتی، محدودیت‌های زیربنایی و متمرکز شدن صنایع و خدمات در چند شهر بزرگ، محدودیت‌های فرهنگی و مذهبی، محدودیت‌های مرتبط با تبلیغات و رسانه و محدودیت در زمینه آموزش از جمله مهمترین چالش‌ها و محدودیت‌های صنعت گردشگری در ایران است.

## مقدمه
امروزه صنعت گردشگری به عنوان یک تجارت پرسود و یک شاخه از اقتصاد جهانی در زمینه خدمات مورد توجه و در حال توسعه میباشد. این ادعا با این حقیقت که گردشگری بیش از ۱۰ درصد از درآمدهای ملی برخی کشورهای دنیا را شامل می‌شود، تأیید می‌گردد. توسعه گردشگری نقش مهم و اساسی را در فعالیت‌های اجتماعی و فیزیکی بازی می‌کند. سازمان جهانی گردشگری رشد صنعتگردشگری را پیشبینی میکند و آن را حدود ۳۰ درصد از درآمد ملی کشورهای دنیا تخمین می‌زند. براساس گزارش سازمان گردشگری جهانی(۲۰۱۳)، اهمیت اقتصادی گردشگری جهانی و مسافرت، با افزایش میزان مسافران از ۲۵ میلیون نفر در سال ۱۹۵۰ به ۰۳/۱ بیلیون نفر در سال ۲۰۱۲، بیشتر نمایان می‌شود. سازمان گردشگری جهانی(۲۰۱۳) پیش‌بینی می‌کند که تعداد گردشگر رشد کند و تا سال ۲۰۳۰ به ۸/۱ بیلیون گردشگر در سال برسد. بر اساس گزارش سازمان جهانی گردشگری، ایران از نظر جذابیت و پتانسیل گردشگری جزء در ۱۰ کشور اول دنیا میباشد، ولی این کشور در صنعت گردشگری و میزان پذیرش گردشگر خارجی به ترتیب در رده ۷۷ و ۷۰ جهان قرار دارد. این آمارها نشان می‌دهد که در حال حاضر صنعت گردشگری ایران با تمام ظرفیتش کار نمی‌کند. ایران چهار فصل در یک سال دارد و گردشگران می‌توانند با پرواز ۴۵ دقیقه‌ای از گرم‌ترین مکان به سردترین مکان در این کشور بروند (کریمی، ۲۰۰۹: ۱۶۰).
ایران با بیش از ۷۰۰۰ سال تمدن، زمینه و میراث فرهنگی جزء اولین کشورهای با قدمت و تمدن تاریخی می‌باشد (حاجی‌پور، ۲۰۰۷). بر اساس گزارش یونسکو در سال ۲۰۰۷، ایران جزء ۵ کشور برتر از نظر میراث فرهنگی و زمینه تاریخی و از طرفی دیگر، جزء ده کشور اول در زمینه پتانسیل جذب گردشگر بین‌المللی در جهان محسوب میشود، ولی ایران در صنعت گردشگری در رده ۷۷ جهان و در زمینه میزان پذیرش گردشگر خارجی در رده ۷۰ جهان قرار دارد (سازمان جهانی گردشگری، ۲۰۰۹: ۱۸).
مسئله اصلی این است که چه محدودیت‌هایی وجود دارد که صنعت گردشگری در ایران با دارا بودن بالاترین پتانسیل‌ها در صنعت گردشگری، با تمام ظرفیت کار نمی‌کند؟ همچنین فرصت‌ها و پتانسیل‌های ایران برای جذب گردشگر خارجی چیست؟

## اهمیت و ضرورت صنعت گردشگری
صنعت گردشگری از دو جهت عمده حائز اهمیت است: نخست، موجبات آشنایی ملل با دیگر فرهنگ‌ها، نژادها، اقوام، سرزمین‌ها، گویش‌ها و … را فراهم می‌نماید و دوم، ازنظر اقتصادی به عنوان یکمنبع تأمین درآمد و ارز محسوب می‌شود. کشورهای مختلف جهان در سایه برخورداری از امکانات گوناگون و جاذبه‌های متنوع، در پی جذب و جلب جهانگردی به سوی خویش هستند. متأسفانه در کشور ما، صنعت گردشگری چنان‌که شایسته‌است گسترش و توسعه نیافته‌است. باوجودی که درتمامی برنامه‌های توسعه سالیان اخیر بر رهایی از اقتصاد تکمحصولی متکی بر صادرات نفت تأکید شده ولی در مقام عمل موفقیت و کامیابی قابل توجه، مملوس و محسوسی در این زمینه به دست نیامده است. رشد و توسعه صنعت گردشگری در ایران به عنوان یکی از راهکارهای عملی رهایی از اقتصاد تک محصولی و متنوع‌سازی منابع درآمدی کشور باید بیش از پیش مورد توجه برنامه‌ریزان و سیاست‌گذاران کشور قرارگیرد (غفاری و دیگری، ۱۳۸۱: ۲۲۰)..

## مبانی نظری
جهانگردی و گردشگری از دیرباز در ایران رونق داشته و قرار گرفتن در مسیر جاده ابریشم، آمد و شد خاورشناسان، وجود کاروان‌سراها، چاپارخانه‌های قدیمی و راه‌های ارتباطی گسترده دلیل این مدعاست. در دوره‌های متفاوت و در حکومت‌های مختلف از جمله هخامنشیان، سلوکیان و غیره به این مسئله بر اساس شرایط گوناگون توجه شده‌است. در زمان صفویه یکی از درخشان‌ترین دوران سیاحت درایران رقم خورد که مهمترین عوامل آن توسعه، افزایش امنیت، راه‌های ارتباطی مناسب و تأسیسات متعددی بوده که در این دوره در ایران ایجاد شده‌است (الوانی و دیگری، ۱۳۸۵: ۵۲).
درسال۱۳۱۴ شمسی برای اولین‌بار دروزارت داخله (کشور) اداره‌ای به نام «اداره جلب سیاحان خارجی و تبلیغات» تأسیس شد و انجام امور مربوط به جهانگردی کشور بر عهده آن اداره محول شد. در سال ۱۳۱۹ شمسی نخستین آژانس جهانگردی ایران در تهران تأسیس شد و در سال۱۳۴۰ نیز شورای عالی جهانگردی مرکب از ۱۲ نفر از نمایندگان وزارتخانه‌ها و موسسات دولتی و سه نفر از اشخاص مطلع و کارشناس در امر گردشگری و جهانگردی به موجب تصویب هیئت وزیران وقت تشکیل شد. در سال ۱۳۵۷ و پس از پیروزی انقلاب اسلامی وزارت اطلاعات و جهانگردی به وزارت ارشاد ملی و سپس به وزارت ارشاد اسلامی تغییر نام داد و حوزه معاونت جهانگردی این وزارتخانه سرپرستی امور جهانگردی کشور را به عهده گرفت (غفاری و دیگری، ۱۳۸۱: ۲۱۹). در سال ۱۳۷۶ با ادغام حوزه معاونت سیاحتی و زیارتی و سازمان مراکز ایرانگردی و جهانگردی وزارت فرهنگ و ارشاد اسلامی، سازمان ایرانگردی و جهانگردی به وجود آمد که تا اوایل سال ۱۳۸۳ فعالیت داشت. سازمان میراث فرهنگی و گردشگری از ادغام دو سازمان ایرانگردی و جهانگردی و سازمان میراث فرهنگی به وجود آمد و بعدها سازمان صنایع دستی نیز به آن اضافه شد که هم‌اکنون فعالیت خود را ادامه می‌دهد (الوانی و دیگری، ۱۳۸۵: ۷۴).

## ارکان صنعت گردشگری
شناسایی ساختارهای صنعت گردشگری اهمیت زیادی در ارتقاء گردشگر خارجی دارد. صنعت گردشگری تلفیقی از فعالیت‌ها، خدمات و صنایع مختلف می‌باشد، بنابراین ساختار صنعت گردشگری شامل عناصر اساسی مشخصی می‌شودکه در زیر دو گروه منابع و زیرساخت‌های گردشگری طبقه‌بندی می‌شوند (الیوت، ۱۹۹۷: ۴۰).